# Mellac
Mellac (bretonisch Mellag) ist eine französische Gemeinde mit 3371 Einwohnern (Stand 1. Januar 2022) im Département Finistère. 

## Lage
Der Ort befindet sich im Süden der Bretagne in der Nähe der Atlantikküste. Quimperlé liegt vier Kilometer südöstlich, Lorient 23 Kilometer südöstlich, Quimper 40 Kilometer nordwestlich und Paris etwa 450 Kilometer nordöstlich (Angaben in Luftlinie).

## Verkehr
Bei Quimperlé befindet sich die nächste Abfahrt an der Schnellstraße E 60 (Brest-Nantes) und ein Regionalbahnhof an der überwiegend parallel verlaufenden Bahnlinie.
Der nächste Regionalflughafen ist der Aéroport de Lorient Bretagne Sud bei Lorient.

## Bevölkerungsentwicklung
| Jahr                       | 1962 | 1968 | 1975 | 1982 | 1990 | 1999 | 2008 | 2017 |
| Einwohner                  | 1283 | 1390 | 1638 | 1855 | 2192 | 2314 | 2603 | 3112 |
| Quellen: Cassini und INSEE |      |      |      |      |      |      |      |      |

## Sehenswürdigkeiten
- Kirche Saint-Pierre-aux-Liens

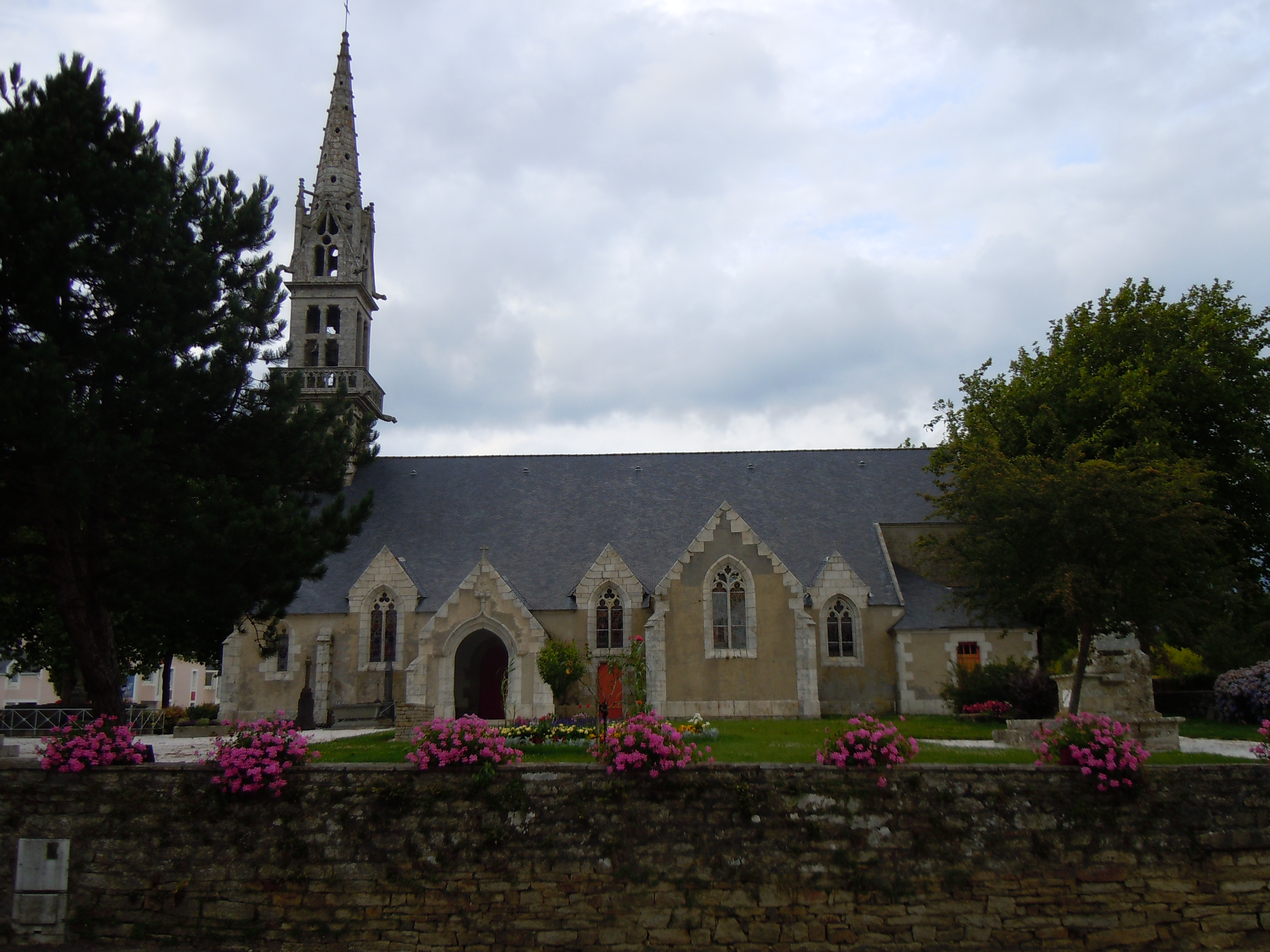
Kirche Saint-Pierre-aux-Liens

Siehe auch: Liste der Monuments historiques in Mellac

## Gemeindepartnerschaft
Mit der irischen Ortschaft Piltown im County Kilkenny besteht eine Partnerschaft.